# Олесницкий повет
Олесницкий повет (пол. Powiat oleśnicki) — повет (район) в Польше, входит как административная единица в Нижнесилезское воеводство. Центр повета — город Олесница. Занимает площадь 1049,74 км². Население — 106 486 человек (на 31 декабря 2015 года).

## Административное деление
- города: Олесница, Берутув, Мендзыбуж, Сыцув, Твардогура
- городские гмины: Олесница
- городско-сельские гмины: Гмина Берутув, Гмина Мендзыбуж, Гмина Сыцув, Гмина Твардогура
- сельские гмины: Гмина Доброшице, Гмина Дзядова-Клода, Гмина Олесница

## Демография
Население повета дано на 31 декабря 2015 года.
| Перепись            | Всего   | Мужчины | Женщины |
| ------------------- | ------- | ------- | ------- |
| Всего               | 106 486 | 52 056  | 54 430  |
| Городское население | 62 021  | 29 652  | 32 369  |
| Сельское население  | 44 465  | 22 404  | 22 061  |